# Alessandra Giliani
Alessandra Giliani, född 1307, död 26 mars 1326, var en italiensk anatomiker, den första kvinna som utförde dissektioner för anatomiska studier. 
Hon var assistent till Mondino De' Luzzi (d. 1326),  professor i medicin vid Bologna universitet. Hon utvecklade en metod att dränera ett lik på blod och ersätta det med en färgad vätska, vilket gjorde de mindre blodvenerna synliga. 
Alessandra Giliani hedrades av sin kollega Otto Angenius, som möjligen var hennes trolovade, med en plakett vid kyrkan San Pietro e Marcellino i Rom vilken beskrev hennes arbete. 
Nedslagskratern Giliani på planeten Venus är uppkallad efter henne.